# Sankhāst
Sankhvāst (persiska: سنخواست) är en ort i Iran.   Den ligger i provinsen Nordkhorasan, i den nordöstra delen av landet, 500 km öster om huvudstaden Teheran. Sankhvāst ligger 967 meter över havet och antalet invånare är 2 009.
Terrängen runt Sankhvāst är platt åt sydost, men åt nordväst är den kuperad.Runt Sankhvāst är det ganska glesbefolkat, med 27 invånare per kvadratkilometer. Sankhvāst är det största samhället i trakten. Trakten runt Sankhvāst är ofruktbar med lite eller ingen växtlighet.